# Ananias de Damasco
Ananias de Damasco (em grego: Ἀνανίας, romaniz.: Ananíās), foi um discípulo de Jesus e companheiro de Paulo de Tarso. Os Atos dos Apóstolos relatam como ele foi enviado por Deus para curar a cegueira de Paulo e introduzi-lo à Igreja.

## Primeiros anos
De acordo com Atos 9:10, Ananias vivia na cidade de Damasco. No discurso de Paulo em Atos 22, ele descreve Ananias como «[…] temente a Deus segundo a Lei, e que tinha bom testemunho de todos os judeus que ali habitavam» (Atos 22:12). Segundo F.F. Bruce, isto indica que ele não era um dos refugiados da perseguição iniciada em Jerusalém descrita em Atos 8:1.

## Encontro com Paulo
Depois de perder a visão, Saulo foi instruído por Deus a continuar sua viagem até Damasco e esperar lá. Entretanto, o Senhor chamou Ananias numa visão, e pediu-lhe que fosse a uma casa na “rua chamada Direita”. Uma rua com este nome ainda existe hoje em Damasco, atravessando a cidade velha de leste a oeste. Ananias foi instruído a perguntar, “na casa de Judas, por um homem de Tarso chamado Saulo” (Atos 9:11). Ananias reclamou que Saulo vinha perseguindo os cristãos, mas Deus lhe disse que Saulo era "para Mim um vaso escolhido para levar o Meu nome perante os gentios e os reis, bem como perante os filhos de Israel" (Atos 9:15). Ananias foi então até Saulo e pôs suas mãos nele. Escamas caíram dos olhos de Saulo, sua vista voltou e ele foi batizado (Atos 9:17–18).
Quatro capítulos depois, no mesmo relato, é explicado que Saulo também é conhecido como Paulo.

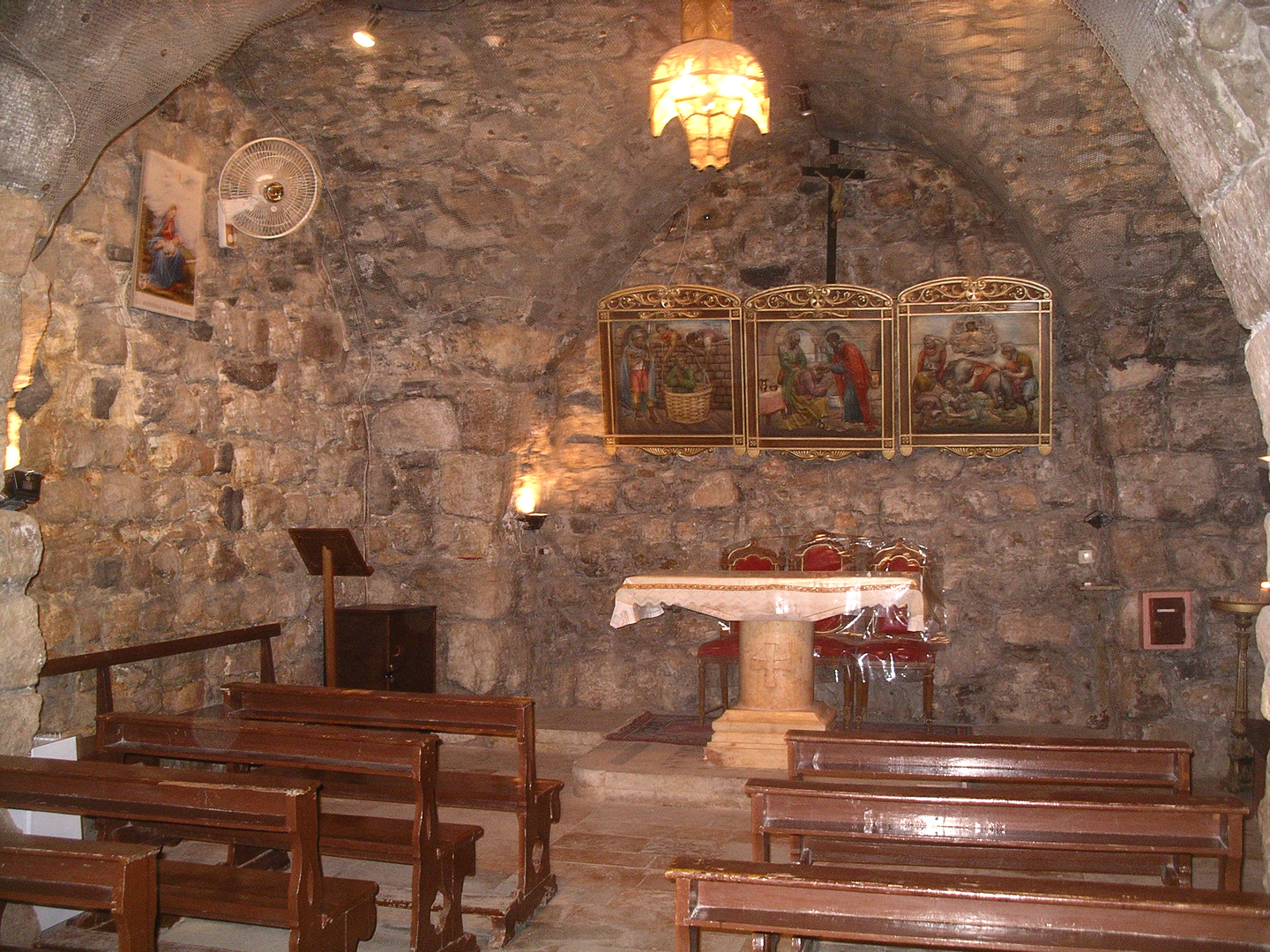
Capela no porão da casa de Ananias, em Damasco.

## Anos finais
De acordo com a tradição cristã, Ananias foi martirizado em Eleuterópolis. Hyam Maccoby sugeriu que ele poderia ser o pai de Joshua ben Hananiah. Ananias também foi listado por Hipólito de Roma e outros como um dos Setenta Discípulos do Evangelho de Lucas (Lucas 10:1).
Bruce sugeriu também que Ananias "teria um lugar de honra na história sagrada e uma alegação especial para com a gratidão de todos os que, de uma forma ou de outra, experimentaram a graça que flui da vida e obra do grande apóstolo.":p. 201.